# 塞廷贾诺
塞廷贾诺（義大利語：Settingiano），是意大利卡坦扎罗省的一个市镇。总面积14平方公里，人口2836人，人口密度202.6人/平方公里（2009年）。ISTAT代码为079131。